# 青葵公路
青葵公路（英語：Tsing Kwai Highway），是香港3號幹線的一部份，由葵涌高架道路及長青橋（即藍巴勒海峽橋）組成，連接長青隧道青衣東出入口以及荔枝角西九龍公路的快速公路，車速限制每小時80公里。青葵公路屬青馬管制區範圍，管制區人員獲授權執行《青馬管制區條例》。
葵涌高架道路是一條離地面達20米的高架道路，途經葵涌貨櫃碼頭，接駁長青橋及西九龍公路，全長3公里。此段道路為4線雙程分隔公路，是香港3條多達8線的高架道路之一（另外兩條分別位於東區走廊及吐露港公路）。長青橋長500米，為3線雙程分隔公路，由葵涌高架道路連接長青隧道。

## 出口
| 青葵公路                                      | 青葵公路 | 青葵公路                                                                     |
| --------------------------------------------- | -------- | ---------------------------------------------------------------------------- |
| 北行                                          | 出口編號 | 南行                                                                         |
| 連接長青隧道                                  |          |                                                                              |
| 青葵公路終點                                  |          | 青葵公路起點                                                                 |
| 青衣（南） 葵青路                             | 4C       | 不適用                                                                       |
| 青衣（北）、青衣站、葵涌、荃灣 荃灣路、葵涌道 | 4B       | 不適用                                                                       |
| 不適用                                        | 4A       | 沙田、黃大仙、觀塘、將軍澳 呈祥道                                            |
| 出口設於西九龍公路                            | 4        | 葵涌貨櫃碼頭1-8、荔景、大嶼山、機場、迪士尼樂園 美青路、連翔道、貨櫃碼頭南路 |
| 青葵公路起點                                  |          | 青葵公路終點                                                                 |
| 連接西九龍公路                                |          |                                                                              |

## 擠塞問題
由於青葵公路是香港僅有2條直達葵涌貨櫃碼頭的快速公路之一，同時亦為連接新界西與西九龍、香港島的其中一條主幹道，因此青葵公路的車流量龐大，縱使設計成4線雙程行車，仍不足以防止擠塞情況出現。尤其是在貨櫃碼頭有大量交收時，此公路會被大量前往葵涌貨櫃碼頭的貨櫃車堵塞。直至另一條直達貨櫃碼頭的快速公路——香港8號幹線青沙公路在2009年全面通車後，來往葵涌貨櫃碼頭的車輛以及新界屯門公路、大欖隧道和青嶼幹線往返西九龍及香港島之部分車輛分流至昂船洲大橋，青葵公路之擠塞情況才有所減輕。
每當香港天文台取消八號或以上熱帶氣旋警告信號或黑色暴雨警告信號後，公共交通服務恢復並加密班次，方便市民上班，同時葵涌貨櫃碼頭恢復交收，大量貨櫃車前往貨櫃碼頭，會令青葵公路交通癱瘓。由於這會對天水圍、元朗、屯門和荃灣來往西九龍及香港島的巴士服務嚴重延誤，在2009年青沙公路全面通車後，九巴和城巴建議在情況極度嚴重時，改經南灣隧道和昂船洲大橋以減輕誤點。

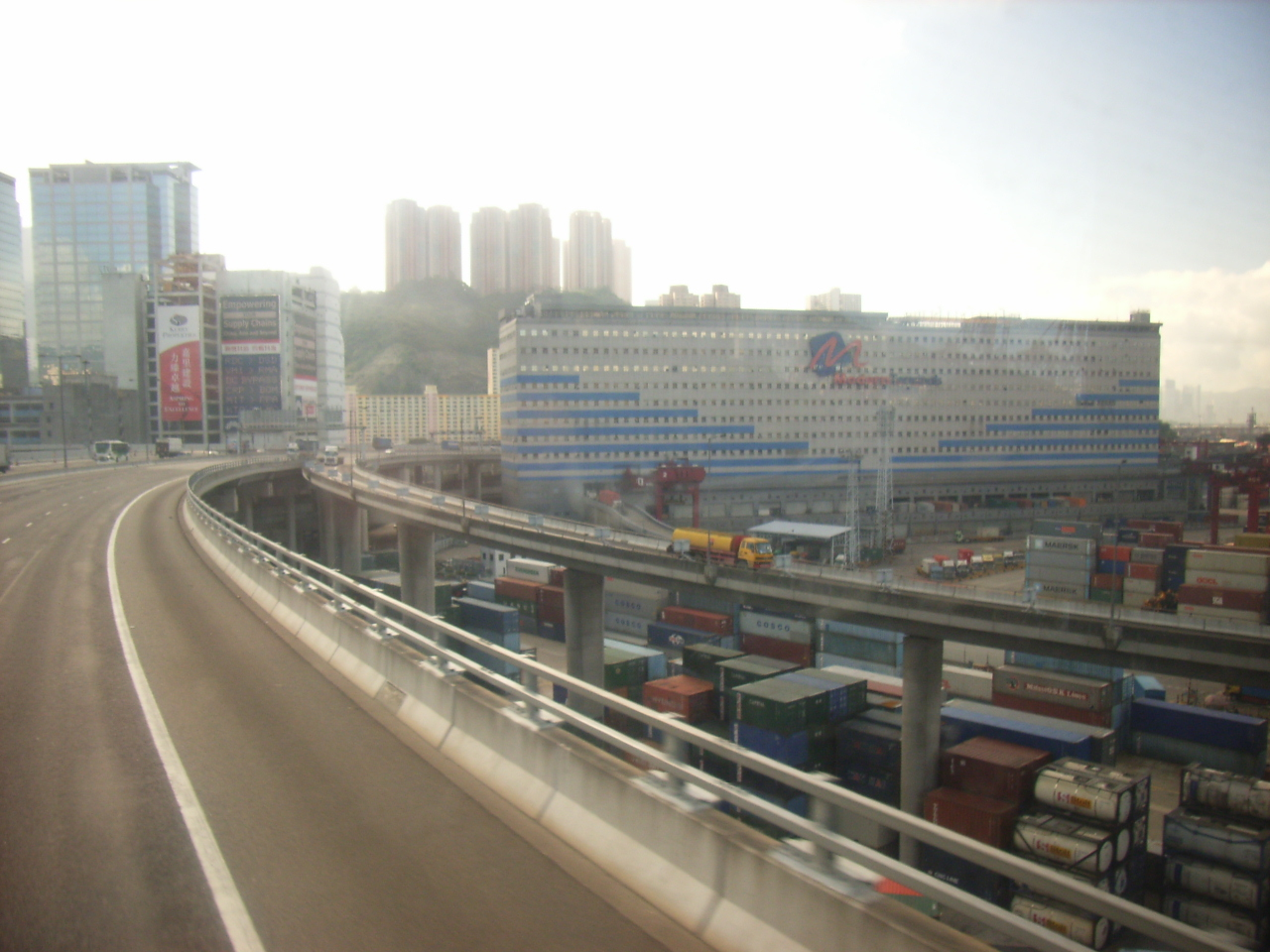
日間的青葵公路

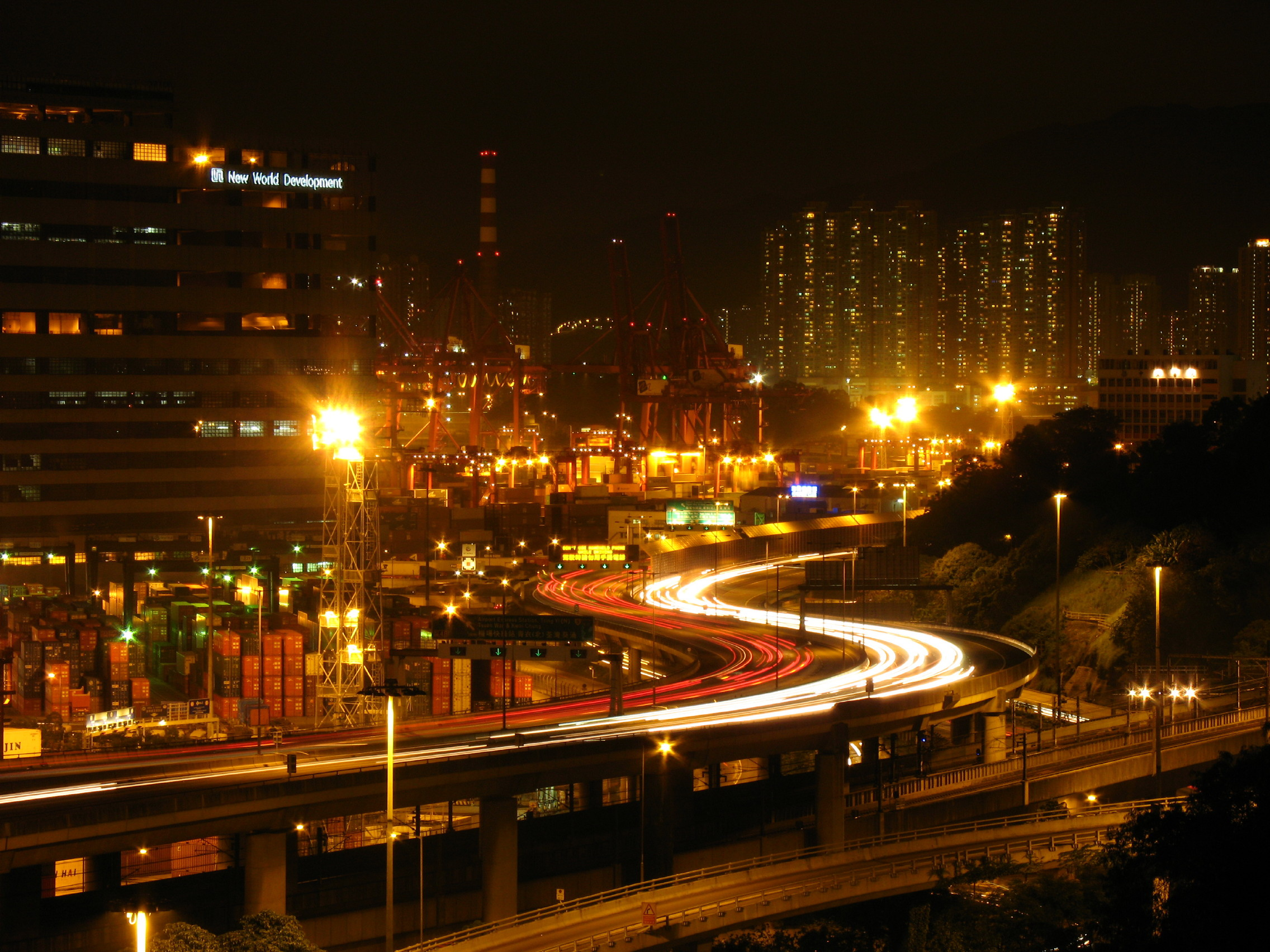
晚間的青葵公路